# A Walk Across the Rooftops
Az 1984-es A Walk Across the Rooftops a The Blue Nile debütáló nagylemeze. Három évvel az album előtt a The Blue Nile egy kislemezt, az I Love This Life-ot jelentette meg egymaga. A kislemez felkeltette az RSO Records érdeklődését, újra kiadták, ám a kiadót beolvasztották a Polygramba, így a kislemez és az együttes is feledésbe merült.
A The Blue Nile tovább rögzített dalokat, a Tinseltown in the Rain-re a felfigyelt a Linn Hi-Fi képviselője, Charlie Brennan, aki felkérte az együttest, hogy egy hasonló dalt rögzítsenek. Amikor meghallották az A Walk Across the Rooftops-ot, a céget annyira lenyűgözte, hogy a teljes albumot finanszírozták, és egy új lemezkiadót is létrehoztak.
Az album szerepel az 1001 lemez, amit hallanod kell, mielőtt meghalsz című könyvben.

## Az album dalai
|    | Cím                        | Szerző(k)                  | Hossz |
| -- | -------------------------- | -------------------------- | ----- |
| 1. | A Walk Across the Rooftops | Robert Bell, Paul Buchanan | 4:56  |
| 2. | Tinseltown in the Rain     | Bell, Buchanan             | 5:57  |
| 3. | From Rags to Riches        | Bell, Buchanan             | 5:59  |
| 4. | Stay                       | Bell, Buchanan             | 4:57  |
| 5. | Easter Parade              | Bell, Buchanan             | 4:34  |
| 6. | Heatwave                   | Bell, Buchanan             | 6:28  |
| 7. | Automobile Noise           | Bell, Buchanan             | 5:08  |

## Közreműködők

### The Blue Nile
- Robert Bell – basszusgitár, szintetizátor
- Paul Buchanan – ének, gitár, szintetizátor
- Paul Joseph Moore – billentyűk, szintetizátor

### További zenészek
- Bigel Thomas – dob

## Fordítás
Ez a szócikk részben vagy egészben az A Walk Across the Rooftops című angol Wikipédia-szócikk ezen változatának fordításán alapul.  Az eredeti cikk szerkesztőit annak laptörténete sorolja fel. Ez a jelzés csupán a megfogalmazás eredetét és a szerzői jogokat jelzi, nem szolgál a cikkben szereplő információk forrásmegjelöléseként.